# Alcedo peninsulae
Alcedo peninsulae là một loài chim bói cá thuộc chi Alcedo. Môi trường sống tự nhiên của chúng là rừng đất thấp nhiệt đới ẩm và cận nhiệt đới, rừng ngập mặn nhiệt đới hoặc cận nhiệt đới, và sông ngòi. Đây là một loài bói cá nhỏ, khá sẫm màu. Con đực có đặc điểm rất đặc biệt, với một dải xanh lam rộng trên nền ngực màu trắng. Con cái rất khác biệt, với bụng toàn cam. Chúng được phân biệt với bồng chanh thường (Alcedo atthis) bởi màu sắc tổng thể xỉn hơn, sẫm hơn và không có mảng màu trắng cam sáng phía sau mắt. Tiếng kêu của loài nghe chói tai tương tự như bồng chanh thường. Chúng được tì thấy ở Myanmar, bán đảo Mã Lai, Sumatra và Borneo.